# Gaijin Sentai
Gaijin Sentai é uma banda brasileira formada em 2006 em Caraguatatuba. Com Nordan Manz e Dani Mancz nos vocais, os guitarristas Arilson Poli e Wagner Rodrigues, Jefferson Amorim no teclado, Alexandre Manz no baixo e Marcus Dotta na bateria, a banda traz elementos de hard rock e heavy metal a covers de músicas de anime e tokusatsu.

## Carreira
O grupo é bastante conhecido na cena de convenções de cultura japonesa, tendo participado de eventos por todo o Brasil, como Anime Friends, CCXP, Super-Con e Anime Summit, e já fizeram apresentações no Japão, Europa e em diversos países da América Latina.
Além de covers, a banda compõe músicas próprias, tendo lançado dois álbuns e parcerias com artistas japoneses.
Em 2008, a banda gravou o EP Jaguatimem vs. Sunrider, que teve a participação de Eizo Sakamoto, grande nome do heavy metal japonês, tendo sido vocalista da Anthem, do JAM Project e do Animetal. Sakamoto também gravou a música Metaru Hiro. Ambas fazem parte do álbum OST.
Em 2015, fecharam uma parceria com a gravadora japonesa Colormark Music para lançar os singles Nunca se Renda e Frames por Segundo.
Em 2021, foi lançado o single Delorean em parceria com Robertinho de Recife e Yumi Matsuzawa, como parte do álbum “Transformação”. A artista japonesa compôs a letra junto com a banda, além de cantar. No mesmo ano, sua adaptação de "Moonlight Densetsu", abertura de Sailor Moon, foi usada pela cantora Alice Caymmi em seu álbum Imaculada, com o título traduzido de "A Lenda da Luz da Lua".

## Discografia

### Álbuns
| N.º | Título                    | Letras             | Música                        | Duração |  |
| 1.  | "The First"               | A. Manz            | N. Manz, A. Manz              | 3:42    |  |
| 2.  | "Okami No Youni"          | A. Manz, N. Manz   | K. Amorim, A. Manz, N. Manz   | 3:13    |  |
| 3.  | "Hachi no Densetsu"       | K. Amorim, N. Manz | J. Amorim, N. Manz            | 4:14    |  |
| 4.  | "K"                       | N. Manz            | N. Manz                       | 2:49    |  |
| 5.  | "Jaguatimem vs. Sunrider" | A. Manz, N. Manz   | N. Manz, J. Amorim, K. Amorim | 3:59    |  |
| 6.  | "Mega"                    | N. Manz            | N. Manz                       | 4:05    |  |
| 7.  | "Horses and Gears"        | N. Manz, D. Mancz  | N. Manz, A. Poli, F. Mancz    | 4:07    |  |
| 8.  | "Metaru Hiro"             | N. Manz            | N. Manz, K. Amorim            | 2:57    |  |
| 9.  | "Rider"                   | N. Manz            | N. Manz, K. Amorim            | 4:01    |  |
| 10. | "Defender"                | N. Manz, A. Manz   | N. Manz, A. Manz              | 4:04    |  |
| 11. | "Tengu"                   | N. Manz, K. Amorim | N. Manz, J. Amorim            | 3:53    |  |
| 12. | "Heiwa No Kyojin"         | N. Manz            | N. Manz                       | 5:03    |  |

| N.º | Título                                        | Duração |  |
| 1.  | "Transformação"                               | 3:08    |  |
| 2.  | "Liberta!"                                    | 2:41    |  |
| 3.  | "Nada Mais"                                   | 3:10    |  |
| 4.  | "Delorean"                                    | 3:59    |  |
| 5.  | "Los Muertos"                                 | 2:39    |  |
| 6.  | "I, Scream"                                   | 2:39    |  |
| 7.  | "Estrela da Manhã"                            | 3:09    |  |
| 8.  | "Nunca Se Renda - Ao vivo - Tanabata Matsuri" | 2:46    |  |
| 9.  | "Frames por Segundo - Bônus"                  | 2:34    |  |
| 10. | "Delorean (Acústica)"                         | 4:02    |  |

### Singles e EPs
| N.º | Título                     | Letras             | Música                        | Duração |  |
| 1.  | "Defender"                 | A. Manz, N. Manz   | A. Manz, N. Manz              | 4:04    |  |
| 2.  | "Jaguatimem vs. Sunrider"  | A. Manz, N. Manz   | J. Amorim, K. Amorim, N. Manz | 3:59    |  |
| 3.  | "Hachi no Densetsu"        | K. Amorim, N. Manz | J. Amorim, N. Manz            | 4:14    |  |
| 4.  | "Tengu (Acoustic Version)" | K. Amorim, N. Manz | J. Amorim, N. Manz            | 3:53    |  |
| 5.  | "Defender (Karaoke)"       |                    | A. Manz, N. Manz              | 4:04    |  |
| 6.  | "Tengu (Karaoke)"          |                    | J. Amorim, N. Manz            | 3:53    |  |

| N.º | Título           | Duração |  |
| 1.  | "Nunca se Renda" | 2:52    |  |

| N.º | Título               | Duração |  |
| 1.  | "Frames por Segundo" | 2:37    |  |

| N.º | Título                | Letras                | Música           | Duração |  |
| 1.  | "Delorean"            | N. Manz, Y. Matsuzawa | A. Poli, N. Manz | 4:01    |  |
| 2.  | "Delorean - Playback" | N. Manz, Y. Matsuzawa | A. Poli, N. Manz | 4:01    |  |